# Johann Tschapek
Johann Tschapek, též Hans Tschapek (27. března 1875 Česká Lípa – 23. prosince 1930 Česká Lípa), byl československý politik německé národnosti a senátor Národního shromáždění ČSR za Německou živnostenskou stranu.

## Biografie
Vyučil se holičem a začal se angažovat ve stavovských a politických spolcích německojazyčného živnostenstva. V roce 1902 se stal předsedou zemského svazu německých společenstev holičských. Tuto funkci pak vykonával až do své smrti. Od roku 1905 až do vzniku ČSR byl prvním místopředsedou rakouského říšského svazu německých společenstev holičských, po roce 1918 pak předsedou zemského svazu holičských společenstev pro Čechy. V roce 1912 založil odborný list německých holičů v Čechách. Dlouhou dobu byl starostou okresního svazu živnostenského. V roce 1920 se stal předsedou Říšského svazu německých živnostenských společenstev v Československé republice. Zasedal v zemské a státní živnostenské radě a v obchodní komoře v Liberci.
V parlamentních volbách v roce 1925 získal senátorské křeslo v Národním shromáždění. V těchto volbách němečtí živnostníci kandidovali společně s Německým svazem zemědělců. Mandát obhájil v parlamentních volbách v roce 1929. Tentokrát Německou živnostenskou stranu na svou kandidátní listinu přibrala Německá křesťansko sociální strana lidová. Senátorem byl do své smrti roku 1930. Pak ho nahradil Josef Eichhorn.
Profesí byl holičem v České Lípě. V roce 1930 je uváděn jako prezident říšského živnostenského svazu z České Lípy.